# Olga Burgoyne
Olga "Ollie" Burgoyne (12 de juny de 1878, Chicago, Illinois – 2 d'april de 1974) fou una ballarina, actriu i empresària afroamericana estatunidenca del Harlem Renaixement. Va deixar la seva marca com a actriu a obres com Follow Me (1923), de Mamie Smith.

## Vida i obra
Burgoyne va ballar en shows de vodevil arreu del món i va viure un temps a Rússia, on va tenir una botiga de llenceria a Sant Petersburg. Quan va retornar als Estats Units, va actuar en diverses obres de Broadway com Make Me Know It (1929), Constant Sinner (1931), i Run Lil Chillun (1933). El 1931 formà part del grup de dansa de Nova York anomenat Bronze Ballet Plastique, que més tard fou rebatejat amb el nom del New Negro Art Theater Dance Group. Quan va ser més gran fou mestra de ball a la indústria de cinema i va actuar en la pel·lícula Laughter (1930). Va morir a Oxnard, Califòrnia, el 1974.